# Marco Werner
Marco Werner (Dortmund, Alemania; 27 de abril de 1966) es un piloto de automovilismo de velocidad alemán que se ha destacado en resistencia corriendo oficialmente para Audi. Ganó las 24 Horas de Le Mans de 2005, 2006 y 2007, las 24 Horas de Daytona de 1995 y las 12 Horas de Sebring de 2003, 2005 y 2007. Asimismo, fue campeón de pilotos de la clase LMP900 / LMP1 de la American Le Mans Series en 2003, 2004 y 2008.

## Carrera deportiva
Durante su etapa formativa en monoplazas, Werner fue tercero en la Fórmula Ford Alemana en 1987, subcampeón de la Fórmula Opel Alemana en 1990, subcampeón de la Fórmula 3 Alemana en 1991 y venceedor del Gran Premio de Mónaco de Fórmula 3. Estuvo cerca de firmar contrato con el equipo Minardi de Fórmula 1 para 1993, pero el patrocinador desistió, en 1994 iba a ser reemplazante del fallecido austriaco Roland Ratzenberger en Simtek Ford Cosworth en el Gp de Mónaco y del lesionado italiano Andrea Montermini en el Gp de Canadá de ese mismo año aunque fueron rumores de la época iba a competir 5 carreras que por motivos de patrocinio y fueron reemplazados por Jean Marc Gounon (Francia), Domenico Schiatarella (Italia) e Hideki Noda (Japón) fue probador y casi titular para el Gp de Canadá 1995 con Jos Verstappen (Países Bajos) para el resto de la temporada solo alternandose en el Gran Premio del Pacífico reemplazando nuevamente por Vincenzo Sospiri (Italia) que era el segundo probador en dicho equipo.
Ese año participó en el Deutsche Tourenwagen Meisterschaft en un Opel Omega. En 1994, compitió en el Campeonato Alemán de Superturismos en un Opel Astra, donde finalizó 19.º En 1995 disputó ese certamen en un BMW Serie 3 de Holzer, donde finalizó 30.º. Holzer pasó a usar Opel Vectra, y con él Werner resultó décimo en el campeonato con un podio. En 1997, corrió en un Honda Accord y sumó dos podios para terminar 19.º en la tabla final.
En paralelo, Werner compitió en gran turismos y sport prototipos tanto en Europa como en América del Norte. En 1995 ganó las 24 Horas de Daytona en un Kremer-Porsche. En 1997, disputó dos fechas del Campeonato FIA GT en un Lotus Elise de la clase GT1 para Martin Veyhle. En 2000, 2001 y 2002, disputó la Supercopa Porsche, y en 2001, fue vencedor de la clase N-GT de la fecha de Nürburgring del Campeonato FIA GT en un Porsche 911 de Autorlando junto a Philipp Peter.
En 2002, Werner se convirtió en piloto oficial de Audi en resistencia. Ese año, llegó tercero en las 24 Horas de Le Mans en un Audi R8 LMP, acompañando a Michael Krumm y Philipp Peter. Con el mismo automóvil, Werner y Frank Biela obtuvieron cuatro victorias absolutas en las nueve fechas de la American Le Mans Series en 2003, incluyendo las 12 Horas de Sebring con Philipp Peter como tercer piloto, y subieron al podio en otras cuatro. De esa manera, ellos ganaron los títulos de pilotos de LMP900 y Joest el de equipos. Asimismo, Werner llegó cuarto en las 24 Horas de Le Mans en un Audi R8 LMP oficial del equipo Goh.
Werner siguió compitiendo en la American Le Mans Series en 2004 con un Audi R8 LMP oficial, pero ahora en el equipo Champion y junto a J. J. Lehto. Triunfó en seis carreras de nueve y llegó segundo en las demás, entre ellas Petit Le Mans, de manera que nuevamente se llevó ambos títulos de LMP1. Además, Werner, Lehto y Champion llegaron terceros en las 24 Horas de Le Mans, con Emanuele Pirro como tercer piloto. El alemán volvió a hacer pareja con Lehto en la American Le Mans Series en 2005. Ganaron tres carreras, incluyendo las 12 Horas de Sebring con la compañía de Tom Kristensen, pero abandonaron en una oportunidad y sus compañeros de equipo Biela y Pirro triunfaron en cuatro. Como consecuencia, quedaron quintos en el campeonato de pilotos de LMP1. Los tres pilotos también ganaron las 24 Horas de Le Mans para Champion.
Ante la llegada del Audi R10 TDI en 2006, Werner corrió únicamente las tres principales carreras de resistencia del ACO, todas como tercer piloto de Biela y Pirro: las 12 Horas de Sebring (abandono), las 24 Horas de Le Mans (victoria) y Petit Le Mans (séptimo). En 2007, Werner volvió a ser piloto titular de Audi en la American Le Mans Series, esta vez teniendo como compañero de butaca a Pirro. Obtuvieron tres victorias de clase, aunque sólo la de Sebring fue absoluta ya que el Porsche RS Spyder LMP2 de Penske se mostró aún más competitivo. Al verse superados por sus compañeros de equipo Allan McNish y Rinaldo Capello la mayor parte del año, Werner terminó como subcampeón de LMP1. No obstante, Werner, Biela y Pirro repitieron victoria en las 24 Horas de Le Mans, donde cruzaron la meta a diez vueltas del escolta. Werner también disputó una fecha del Deutsche Tourenwagen Masters en un Audi A4 de Phoenix.
En 2008, Werner pasó a tener como compañero de butaca en la Amreican Le Mans Series a Lucas Luhr. De las 11 fechas, sumaron ocho victorias de clase, seis de ellas absolutas, lo cual les bastó para ganar todos los campeonatos de LMP1 en disputa. Werner llegó sexto en las 24 Horas de Le Mans, en este caso formando la terna habitual con Biela y Pirro. Audi se retiró de la American Le Mans Series en 2009. Por ello, Werner compitió ese año solamente tres carreras de resistencia del ACO. Llegó tercero en Sebring, abandonó en Le Mans  arribó cuarto en Petit Le Mans, en los tres casos junto a Luhr y en los dos primeros con Mike Rockenfeller como tercer integrante. Werner también participó en las 24 Horas de Nürburgring en un Audi R8 oficial de Abt, junto a Luhr, Mattias Ekström y Timo Scheider, llegando 23.º absoluto.
El piloto se fue de Audi en 2010. Ese año disputó las 24 Horas de Le Mans para Highcroft junto a David Brabham y Marino Franchitti en un HPD ARX-01C de la clase LMP2, que llegó a meta restrasado. En Petit Le Mans, fue vencedor de la monomarca LMPC para Level 5. Por otra parte, fue invitado para una fecha de la Copa Volkswagen Scirocco R Alemana.